# Киевская мысль
«Ки́евская мысль» — ежедневная политическая и литературная газета либерального направления. Издавалась в Киеве (Российская империя) на русском языке в 1906—1918 годах. С 1917 года выходила дважды в день — утренним и вечерним выпусками. Имела распространение во всём Юго-Западном крае и была самой крупной по тиражу провинциальной газетой Российской Империи своего времени.

## История
Газета была основана под названием «Киевская заря» в начале 1906 года; редакция в это время размещалась на улице Владимирской, 51. В августе 1906 года газета стала выходить с еженедельными иллюстрированными приложениями под названием «Киевская речь»; вышло 124 номера. С 30 декабря 1906 года стала публиковаться под названием «Киевская мысль».
«Киевская мысль» по популярности превзошла все киевские газеты, издававшиеся до неё. Уже в первые годы существования тираж поднялся до 26 тысяч, а к 1916 году — 70 тысяч экземпляров. Газету издавал владелец крупной типографии Рудольф Лубковский, а также Ф. И. Богданова, ред. А. Николаев, И. Тарновский. Поддержку газете оказывал крупный предприниматель Лев Израилевич Бродский, благодаря чему «Киевская мысль» могла тратить крупные средства на штрафы. В борьбе за места в городских органах и Государственной Думе она решительно поддерживала кандидатов от либеральной интеллигенции, выступая против черносотенцев.
В годы Первой мировой войны газета занимала оборонческую позицию. После Октябрьской революции 1917 года стояла на антибольшевистских леволиберально-демократических позициях. Закрыта после занятия города Петлюрой 15 декабря 1918 г., в числе других русских органов печати.

## Сотрудники
В газете в разное время сотрудничали Анатолий Луначарский (под псевдонимом «Гомо новус»), Владимир Короленко и Константин Паустовский (работал наборщиком). С «Киевской мыслью» сотрудничали Лев Войтоловский, Давид Заславский, Иона Кугель, Всеволод Чаговец, фельетонист Гарольд (Исаак Левинский).
В газете принимали участие русские социал-демократы, преимущественно меньшевики (А.Мартынов, Лев Троцкий, Н.Валентинов и другие). В «Киевской мысли» печатался Максим Горький.
Редакция «Киевской мысли» находилась на улице Фундуклеевской, 19. В конце 1918 года в ней разместилась редакция газеты «Киевский коммунист».